# Ružičkini dani
Ružičkini dani su tradicionalni skup stručnjaka i znanstvenika iz područja kemije, kemijskog i biokemijskog inženjerstva, prehrambene tehnologije, medicinske biokemije i farmacije, te kemije u poljoprivredi, šumarstvu i zaštiti okoliša. Održavaju se u Vukovaru u sjećanje na nobelovca Lavoslava Ružičku.
Ružičkini dani nastali su inicijativom više znanstvenika na čelu s prof. dr. sc. Verom Johanides, profesorima i akademicima Nenadom Trinajstićem i Dragutinom Flešom i prof. dr. Ivanom Butulom, u suradnji s vukovarskim javnim i gospodarskim djelatnicima, dr. sc. Vladom Horvatom i dr. sc. Vladimirom Husarom. Prvi Ružičkini dani održani su u Vukovaru uz veliku potporu kombinata Borovo, 7. i 8. prosinca 1978. godine.

## Vanjske poveznice
- Ružičkini dani (hrv.)/(engl.)
- Dragutin Fleš Hrvatska tehnička enciklopedija, portal hrvatske tehničke baštine. LZMK

- Ivan Butula Hrvatska tehnička enciklopedija, portal hrvatske tehničke baštine. LZMK